# Nyikolaj Nyikolajevics Rukavisnyikov
Nyikolaj Nyikolajevics Rukavisnyikov (oroszul: Николай Николаевич Рукавишников) (Tomszk, 1932. szeptember 18. – Moszkva, 2002. október 19.) szovjet űrhajós.

## Életpálya
A moszkvai műszaki-fizikai főiskola elvégzését követően 1957-től egy gépipari tervezőirodában dolgozott. 1967-ben kapott űrhajós kiképzést. 1979-ben az Interkozmosz-program keretében a bolgár Georgi Ivanov kutatópilóta kísérője. Az űrhajó főhajtóművének meghibásodása miatt nem tudtak csatlakozni a Szaljut–6 űrállomáshoz és kényszerleszállással tértek vissza a Földre. Elvégezve a moszkvai Energetikai és Pszichológiai egyetem, a Szergej Koroljov tervező iroda alkalmazott tudósa. Kétszer kapta meg a Szovjetunió Hőse kitüntetést.

## Űrrepülések
- 1971-ben Szojuz–10 űrhajó kutatómérnöke, sikertelen dokkolás.
- 1974-ben Szojuz–16 űrhajón fedélzeti mérnök.
- 1975-ben az Apollo-Szojuz-program közös űrrepülés tartaléka.
- 1979-ben Szojuz–33 űrhajó parancsnoka, sikertelen dokkolás.